# Lucia Gomez Paloma
Lucia Gomez Paloma, anche nota da sposata come Lucia de Thomasis (Gaeta, 12 novembre 1791 – Napoli, 22 dicembre 1858), è stata una patriota italiana.

## Biografia
Nata da Enrico Gomez Paloma, discendente da una famiglia di origine spagnola, e da Livia Porzio, fin da giovane fu introdotta in ambienti letterari, dove strinse amicizia tra l'altro con Melchiorre Delfico e Giuseppe Poerio.
Nel 1812 sposò il magistrato abruzzese Giuseppe de Thomasis di Montenerodomo, con il quale partecipò attivamente ai moti del 1820-21. 
Esiliata con il marito a Firenze, formò un primo salotto letterario con Giovan Pietro Vieusseux. Rimasta vedova nel 1830, si trasferì a Parigi, dove visse per circa un decennio, diventando amica sia di Niccolò Tommaseo, che le dedicò una poesia, sia di Terenzio Mamiani. 
Ritornata a Napoli, il suo salotto diventò una sorta di ritrovo delle più brillanti menti liberali dell'Italia meridionale (da Bertrando a Silvio Spaventa, da Luigi Blanch a Carlo Troya), che si preparavano alla rivoluzione del 1848.
Dopo i fatti del Quarantotto, trasferitasi in una villa a San Giovanni a Teduccio, visse isolata fino alla morte.